# Sharp Corner
Sharp Corner ist ein Mystery-Thriller von Jason Buxton. Der Film mit Ben Foster, Cobie Smulders und William Kosovic in den Hauptrollen basiert auf einer gleichnamigen Kurzgeschichte von Russell Wangersky und feierte im September 2024 beim Toronto International Film Festival seine Premiere. Anfang Mai 2025 kam er in die US-Kinos.

## Handlung
Josh McCall scheint alles zu haben. Er hat mit Rachel eine liebevolle Ehefrau und mit Max einen entzückenden kleinen Sohn, einen gut bezahlten Job und genügend finanzielle Sicherheit, damit er und Rachel endlich ihr Traumhaus kaufen und raus aus der Stadt können. Max nennt das großzügige Haus „Villa“. Durch ein Panoramafenster kann man auf die Landstraße schauen, die ein paar Meter weiter eine scharfe Kurve hat.
In ihrer allerersten Nacht in dem neuen Haus, als Josh und Rachel dort ihren ersten Sex haben wollen, wird ein Auto aus der Kurve geworfen und landet in ihrem Garten. Ein Reifen fliegt durch das Fenster über ihnen, und der Fahrer, ein Highschool-Footballstar, kommt bei dem Unfall ums Leben. Josh erleidet in Folge des Unfalls ein Trauma. Er ist wie besessen von der Idee, alles zu tun, um weitere Todesfälle auf dieser Straße zu verhindern.

## Produktion
Der Film basiert auf der Kurzgeschichte Sharp Corner von Russell Wangersky. Diese wurde im März 2012 von Thomas Allen Publishers in der Kurzgeschichtensammlung Whirl Away veröffentlicht, in der sich Wangersky mit der Frage beschäftigt, was passiert, wenn die persönlichen Bewältigungsfähigkeiten der Menschen aus dem Ruder laufen.
Regie führte Jason Buxton, der auch Wangerskys Kurzgeschichte für den Film adaptierte. Sharp Corner ist sein zweiter Spielfilm nach Bye Bye Blackbird.
Ben Foster spielt das Familienoberhaupt Josh, Cobie Smulders seine Frau Rachel und William Kosovic ihren Sohn Max. In weiteren Rollen sind Gavin Drea, Alexandra Castillo, Julia Dyan, Jonathan Watton, Reid Price, Leah Johnston und Dan Lett zu sehen.
Die Filmmusik komponierte der Ire Stephen McKeon. Das Soundtrack-Album mit insgesamt 17 Musikstücken wurde Anfang September 2024 von Moonflower Records als Download veröffentlicht.
Die Premiere des Films fand am 6. September 2024 beim Toronto International Film Festival statt. Im Oktober 2024 wurde Sharp Corner beim Rome Film Festival vorgestellt und im November 2024 beim Internationalen Filmfestival Mannheim-Heidelberg. Mitte, Ende April 2025 wird der Film beim San Francisco International Film Festival gezeigt. Am 9. Mai 2025 kam der Film in ausgewählte US-Kinos. Im Juni 2025 sind Vorstellungen beim Internationalen Filmfest Emden-Norderney geplant.

## Rezeption

### Kritiken
Von den bei Rotten Tomatoes aufgeführten Kritiken sind 91 Prozent positiv.
Christian Daumann von deadline-magazin.de schreibt in seiner Kritik, Ben Foster verleihe dem psychologischen, schwarzhumorigen Drama mit Hitchcock-Bezügen, das Einblicke in die Psyche eines Mannes gewährt, seine besondere Stimmung. Sharp Corner werde so zu einer schrägen, aber ausdifferenzierten Charakterstudie. Vor allem gelinge es Jason Buxton durch die besondere Erzählweise, dass man sich mit dem Protagonisten und seinem Konflikt identifiziert und  erschrickt, wenn man sich genau wie dieser plötzlich den nächsten Unfall im Film herbeisehnt.

### Auszeichnungen
Atlantic Film Festival 2024
- Auszeichnung mit dem Gordon Parsons Award (Jason Buxton)
- Auszeichnung als Bester Regisseur mit dem Craft Award (Jason Buxton)[11]

Internationales Filmfest Emden-Norderney 2025
- Nominierung für den SCORE Bernhard Wicki Preis
- Auszeichnung mit dem Wolfgang Petersen-Filmpreis[12]